# ペドロ・マリア・サバルサ
ペドロ・マリア・サバルサ・インダ (Pedro María Zabalza Inda, 1944年4月13日 - ) は、スペインナバーラ州パンプローナ出身の元サッカー選手・指導者。現役時代のポジションはミッドフィールダー。
| スタブアイコン | サブスタブ | この項目は、まだ閲覧者の調べものの参照としては役立たない、サッカー選手に関連した書きかけの項目です。この項目を加筆・訂正などしてくださる協力者を求めています（P:サッカー/PJ:サッカー選手/PJ:女子サッカー）。 |